# Charaxes thurius
Charaxes thurius är en fjärilsart som beskrevs av Jean Baptiste Godart 1823. Charaxes thurius ingår i släktet Charaxes och familjen praktfjärilar. Inga underarter finns listade i Catalogue of Life.